# Mother Nature's Son
Mother Nature's Son (Lennon/McCartney) är en låt av The Beatles från 1968.

## Låten och inspelningen
Paul McCartney spelade mer eller mindre in denna låt själv under en pressande period av inspelningarna 1968. Han hade börjat med låten vid en session den 9 augusti 1968 och kom på ett slumpartat vis att arbeta vidare med den 11 dagar senare. George Harrison hade plötsligt fått för sig att han skulle ta några dagars semester i Grekland (kanske på grund av den dåliga stämningen) och den planerade sessionen 20 augusti blev därmed tveksam. McCartney utgick från att det inte skulle bli något av det hela och spelade in denna akustiska låt själv, med pålägg. I Studio 2 höll dock John Lennon och Ringo Starr på att jobba med Lennons "Yer Blues" och då de tittade in och fick se Paul syssla med en av sina låtar blev stämningen frostig och de lämnade studion. Paul avslutade inspelningen men var så missnöjd med trumljudet att han flyttade runt setet flera gånger och slutligen spelade in det i korridoren halvvägs mellan Studio 2 och Studio 3. Resultatet blev en låt som många menar lyckats fånga en lantlig stämning ganska väl. Direkt efteråt snodde Paul även ihop Wild Honey Pie samt en låt som aldrig gavs ut. Låten kom med på LP:n The Beatles, som utgavs i England och USA den 22 november respektive 25 november 1968.

## Medverkande
Medverkande enligt Ian Macdonald
- Paul Mccartney - dubblerad sång, akustiska gitarrer, trummor, orkesterpukor
- George Martin - mässingsarrangemang